# Сандал (озеро)
Са́ндал Сандальське водосховище - озеро в Кондопозькому районі Республіки Карелія.

## Загальний опис
Озеро Сандал розташоване в Південній Карелії на північний захід від Онезького озера (з яким з'єднане каналом) у вузькій улоговині.
Озеро являє собою улоговину тектонічного походження.
На озері 286 островів загальною площею 8,8 км². Головна притока - річка Тівдія, дрібніші - Чоньчупа, Ялгубка, Нурмежа і Ковкой. Сток через протоку в озеро Нігозеро. Також до басейну Сандала належать озера: Габозеро і Вікшалампі.
Донні відкладення представлені мулами, піском і камінням.
В озері мешкають лосось, форель, ряпушка, сиг, минь, щука, плітка, кориця, гольян, уклейка, лящ, харіус, окунь, йорж, підкам'янник.
Середнє коливання рівня становить 1,62 м.
Нині являє собою енергетичне водосховище Кондопозької ГЕС. У результаті будівництва двох дамб у 1928 році та 1936 році рівень води Сандальського водосховища було піднято на 1,5-2 м, а природний водотік змінено.

## Історія
У XX столітті на озері було активне судноплавство. До революції був вантажний пароплав, що належав інженеру М. А. Токарському. У 1920-ті роки з'являються і пасажирські лінії моторних човнів для перевезення пасажирів, що прямують на Ківач. У 1926 році Північно-Західне пароплавство відкрило лінію пароплава "Шиповка" Кондопога-Сопоха. Також курсувало 2 моторних катери для перевезення пасажирів до Тівдії, із заходом у Товайгору та Єрші.
Пасажирське сполучення по озеру Сандал закрито в 1997 році.